# Baciu (gmina w okręgu Kluż)
Baciu – gmina w Rumunii, w okręgu Kluż. Obejmuje miejscowości Baciu, Corușu, Mera, Popești, Rădaia, Săliștea Nouă i Suceagu. W 2011 roku liczyła 10 317 mieszkańców.